# Nokia 6510
Nokia 6510 – model telefonu komórkowego, który był produkowany przez fińską firmę Nokia od 2002.

## Dane techniczne

### Wyświetlacz
- monochromatyczny
- 96 × 60 pikseli
- podświetlany

### Obsługiwane częstotliwości
- 900 GSM
- 1800 GSM

### Transmisja danych
- GPRS class 6
- CSD
- HSCSD
- WAP 1.2.1
- modem
- IrDA

### Funkcje
- SMS
- wbudowane radio UKF
- lista kontaktów (do 500)
- kalkulator
- kalendarz
- dyktafon (nagrywanie do 3 minut)
- portfel
- budzik
- stoper
- minutnik
- wybieranie głosowe numerów
- wybieranie głosowe funkcji (np: radio, zmiana profili)